# Леворфанол
Леворфанол (леморан) — лекарственное средство, опиоидный анальгетик используемый для лечения острой боли. Это левовращающий стереоизомер морфанола, являющийся чистым агонистом опиатных рецепторов, впервые был описан в Германии в 1946 как орально активный анальгетик морфинового типа.
3H-леворфанол (леворфанол меченый тритием) был использован в исследованиях, которые привели к открытию опиоидных рецепторов в человеческой нервной системе.
Леворфанол обладает схожими с морфином свойствами — вызывает привыкание, толерантность, физическую зависимость и абстинентный синдром. Он в 4-8 раз эффективнее морфина и обладает большим периодом полувыведения. При оральном применении 30 мг морфина приблизительно эквивалентны 4 мг леворфанола.
Леворфанол обладает сродством к μ, κ и δ опиоидным рецепторам, но не имеет полной перекрестной толерантности с морфином. Длительность действия, как правило, больше чем у сопоставимых анальгетиков и варьируется от 4 до 15 часов. По этой причине леворфанол полезен в паллиативном лечении хронических болей и схожих состояний.